# پگی زینا (آلبوم)
پگی زینا (به یونانی: Πέγκυ Ζήνα) عنوان نخستین آلبوم اجرا شده توسط هنرمند محبوب یونانی، پگی زینا می‌باشد، که در ماه اکتبر سال ۱۹۹۵ توسط شرکت بی. ام. جی یونان (Bertelsmann Music Group) منتشر شد و عنوان خواننده اثر بدان داده شد. این آلبوم مشتمل بر نخستین ترانه شاخص و مشهور این هنرمند است که در مورد عنوان این ترانه اختلاف نظر وجود دارد. عنوان این ترانه: «An Pas Me Alli Tha Sou Spaso To Kefali» می‌باشد که ترجمه آن این است: اگر با زن دیگری بری، می‌زنم سرتو می‌شکونم!؟